# Jönköping International Business School
Jönköping International Business School (JIBS, före 2015 Internationella Handelshögskolan i Jönköping, IHH) är en handelshögskola vars verksamhet har tre fokusområden: entreprenörskap, ägande och förnyelse. JIBS är en av fyra fackhögskolor vid Högskolan i Jönköping och har 121 anställda (årsarbeten) varav 71 disputerade lärare, däribland 13 professorer och 10 docenter. JIBS har 1726 helårsstudenter och 58 aktiva doktorander. Det internationella inslaget är stort med nära 80 nationaliteter ibland personal och studenter och på vissa program är det upp till 85% studenterna som studerar minst en termin utomlands. 
JIBS är den mest internationella handelshögskolan i Sverige med ca 180 partneruniversitet i ca 45 länder. Strax under hälften av studenterna och en tredjedel av de anställda kommer från ett annat land än Sverige.
JIBS bedriver undervisning, forskning och doktorandutbildning inom företagsekonomi, nationalekonomi, statistik och informatik. Forskningen inom entreprenörskap och familjeföretagande är högt rankad internationellt.
JIBS ackrediterades i mars 2015 av EQUIS, och i december 2015 av AACSB och är sedan 2021 listad på Financial Times Masters in Management ranking.

## Utbildningar

### Grundutbildning
Från och med hösten 2016 ges följande program på grundnivå:
- Civilekonomprogrammet (inriktning företagsekonomi eller nationalekonomi)
- International Economics
- International Management
- Marketing Management
- Sustainable Enterprise Development

### Masterutbildningar
Följande masterprogram ges från och med hösten 2016.

#### 60 hp/Magisterexamen
- Engineering Management
- International Financial Analysis
- International Marketing

#### 120 hp/Masterexamen
- International Logistics and Supply Chain Management
- Managing in a Global Context
- Strategic Entrepreneurship
- Economic Analysis
- IT, Management and Innovation
- Digital Business

## Internationalisering
Internationella Handelshögskolan har en hög ambitionsnivå när det gäller att skicka ut och ta emot studenter, lärare och forskare från hela världen. Mer än fyra av fem programstudenter (85 procent) på vissa utbildningar reser utomlands en termin till något av de ca 180 partneruniversiteten över hela världen. Handelshögskolan tar också emot studenter, lärare och forskare från andra länder. Ca 350 utbytesstudenter kommer till skolan varje år och ca 300 svenska studenter reser ut. Varje år börjar också ca 200 nya internationella programstudenter. Ungefär var tredje student och anställd har ett annat modersmål än svenska och de utländska studenterna integreras med de svenska i undervisningen.

## Forskning och forskarutbildning
Internationella Handelshögskolan driver fem doktorandprogram vilka i sin tur har flera underområden. De fem ämnesområdena är: företagsekonomi, handelsrätt, nationalekonomi, informatik och statistik. Doktorandprogrammen har engelska som huvudspråk. Sedan doktorandprogrammen startade 1995 har strax under 100 doktorander disputerat.
Forskning bedrivs framför allt vid de olika forskningscentren och instituten:
- Centre for Family Enterprise and Ownership (CeFEO)
- Centre for Entrepreneurship and Spatial Economics (CEnSE)
- Media Management and Transformation Centre (MMT Centre)

## Ackrediteringar
European Quality Improvement System (EQUIS)
The Association to Advance Collegiate Schools of Business (AACSB)
JIBS är ackrediterad av EQUIS sedan mars 2015 och av AACSB sedan december 2015.

## Rankningar
Baserat på publikationer mellan 2001 och 2009 rankas JIBS och CeFEO på första plats i Europa och på tredje plats i världen när det gäller familjeföretagsforskning. (Smyrnios, Poutziouris & Goel 2013)
Baserat på publikationer mellan 1995 och 2006 rankas JIBS på nionde plats globalt och tredje plats i Europa när det gäller entreprenörskapsforskning. (Crump, Abbery & Zu, 2009)
Eduniversal rankar JIBS bland ”Excellent Business Schools (3 palms)”.
2013 kom Högskolan i Jönköping på första plats i URANK för kriteriet Internationalisering inom ämnet ekonomi (det vill säga JIBS utbildningar), och på tredje plats för kriteriet Lärare. Totalt sett placerade sig Högskolan i Jönköping på en tredjeplats i ämnet ekonomi.